# Szahuré-piramis
A Szahuré-piramis Szahuré egyiptomi király sírja az V. dinasztia korából, körülbelül az i. e. 25. század első feléből. Új konstrukciót vezetett be az építkezésnél, amely az egész dinasztia idején fennmaradt. Viszonylag kis méretű piramis és erőteljes piramiskomplexum jellemzi ezeket a temetkezéseket, amelyben maga a piramis már csak egy – és nem is a legfontosabb – elem.

## Az építtető
A piramist Szahuré építtette, aki feltehetően Uszerkaf és I. Hentkauesz fia. Hentkauesz Gízában, Uszerkaf pedig Szakkarában temetkezett. Szahuré új temetkezési helyet választott a szakkarai nekropolisz legészakibb végében, amely már az I. dinasztia idejétől az előkelőség temetője volt, de uralkodó még nem nyugodott itt. Apja naptemplomától néhány száz méterre áll a piramis, ezért nem tekinthető valamiféle az elődtől elhatárolódásnak, hanem éppen az apa által emelt egyik legfontosabb templomhoz igazodott, amely a korban előretörő Ré-kultusz központja volt. A piramis formának már csak jelképi tartalma maradt, a gúla a Nap szimbóluma volt.

## A felépítmény

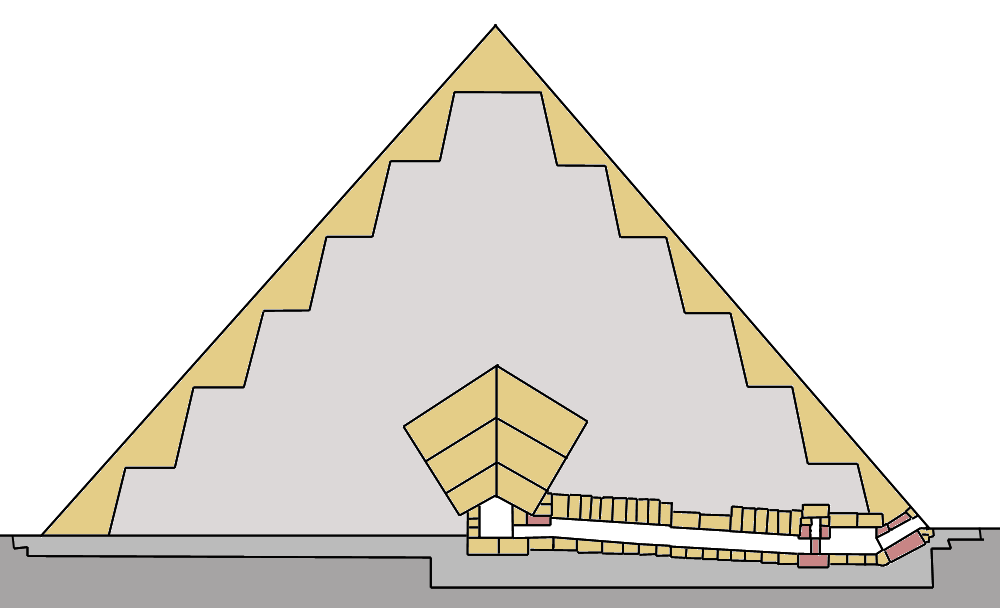
A piramis szerkezete

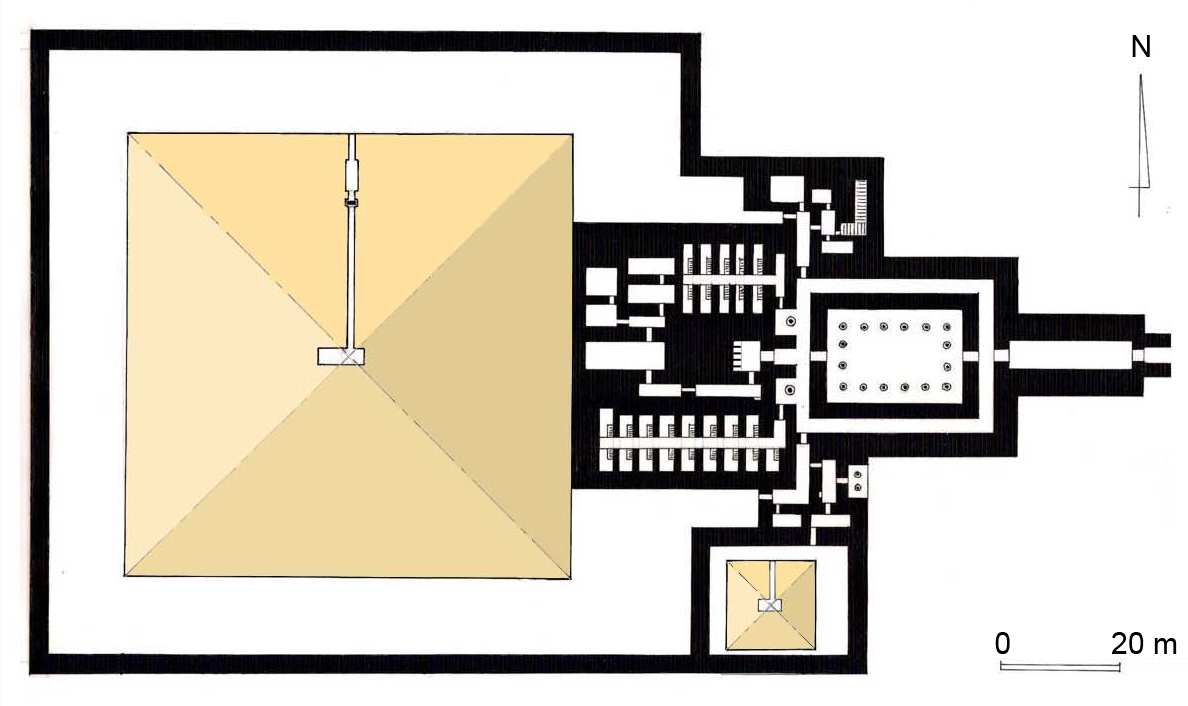
A piramis és az elsődleges körzet (halotti templom, kultikus piramis) alaprajza

A piramis oldalhossza kissé meghaladta az Uszerkaf-piramisét, magassága viszont vagy 2 méterrel alatta marad, nagyjából akkora, mint a Menkauré-piramis első tervezett mérete. A gúlát mészkő tömbökből építették, de a korábbiaktól eltérően a kibányászott kőanyagot egyáltalán nem faragták négyzetesre, a nyers szabálytalan darabokat agyaghabarcsba ültették, ami a hézagokat kitöltötte. Nem csak kinézetre, de szerkezetében is lépcsős piramis, a kőrétegek meredeken emelkednek és befelé dőlnek. Ma már azt sem lehet megállapítani, hogy öt vagy hat lépcsője volt eredetileg. Elkészülte után a fokokat kitöltötték és egyenes burkolatot kapott vörös gránitból, így kész állapotában a valódi piramisokhoz hasonlított. A kivitelezés érdekessége, hogy a bejárati folyosón és a sírkamrán még dolgoztak, amikor a piramis már épült, ezek felett rést hagytak, amit az alépítmény elkészülte után törmelékkel töltöttek ki.
A szerkezet nem állékony. Amikor a burkolatát lelopták róla, még a fokok élei is letöredeztek a szabálytalan kövek és a gyenge agyaghabarcs miatt. Mai állapotában inkább egy kőbánya depójának néz ki.

## Az alépítmény
A piramis bejárata a hagyományos északi oldal közepén van. A folyosó 1,27 méter széles és 1,87 méter magas. Egy előkamrán keresztül elvezet az alap középpontjáig, ahol a sírkamrát építették meg. Ez 12,6×3,15 méteres. Egykor bazaltból faragott szarkofág állt benne, amelynek csak egyetlen töredékét találta meg John Shae Perring, az első újkori egyiptológus, aki a sírkamrába behatolt. Felette három sor hatalmas mészkőtömböt borítottak össze teherelosztó nyeregtetőnek. Ma a sírkamra 15×15 méteres, mert több helyen beomlott a mennyezet. Ugyanígy a folyosóba is beszakadtak a 10 méter hosszú, 50 tonnás áthidalógerendák.
2019 és 2023 között Muhammad Iszmail Khaled vezetésével az alépítmény megtisztításával, és állagmegóvásával foglalkoztak. Az előkamrában a törmelék eltakarítása során egy addig ismeretlen, alacsony folyosót találtak, amely nyolc darab halotti kelengyés kamrához vezet.

## A piramiskörzet

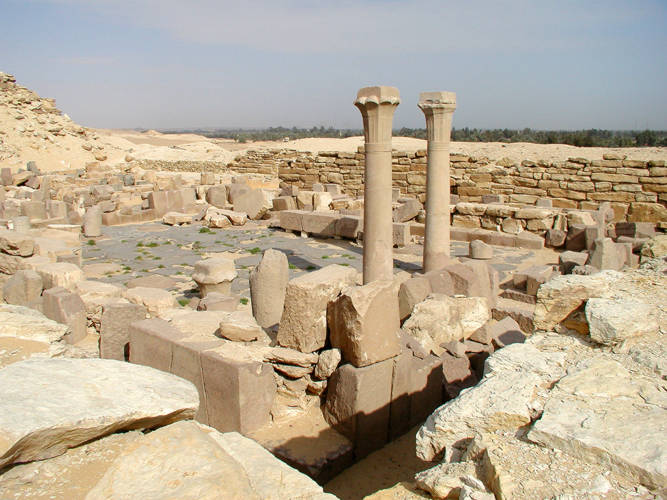
A halotti templom romjai az oszlopcsarnok két oszlopával

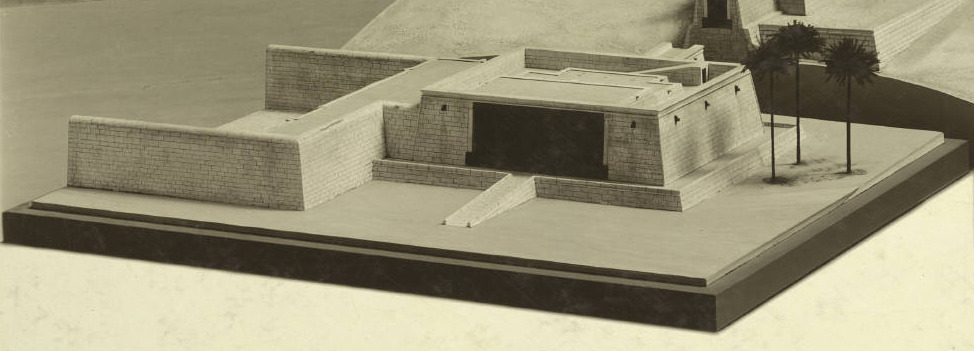
A völgytemplom rekonstrukciója

A piramiskörzetben mindenhol sajátos kőfelhasználás látható. A padlózatok feketék, mert bazaltból készültek, a lábazatok vörös gránitból vannak, a többi pedig fehér turai mészkő. A fehér, a vörös és a fekete fontos szimbolikus színek az egyiptomi mitológiában. A piramis keleti oldalán egy fedett halotti templom állt, amely nagyobb és kidolgozottabb a korábbiaknál. A mennyezetet öt méter magas, papiruszt formázó gránitoszlopok tartották. A megelőző templomokból viszonylag kevés díszítőelem volt, Szahuré piramiskörzetében a számítások szerint mintegy 10 000 m² reliefet készítettek. A templomban a bejárati csarnokhoz egy pálmaleveles oszlopos udvar csatlakozott, ebből lehetett egy alabástromoltáros kápolnát megközelíteni, amelyben öt szoborfülkét helyeztek el, majd ennek a két oldalán folytatódó, 27 fülkét tartalmazó kamrasorokon keresztül lehetett eljutni az áldozási csarnokba.
A templomtól délre egy kultikus piramis áll, amely 15,7×15,7×11,5 méter méretű, a főpiramisnál jóval meredekebb, 56°-os oldalemelkedéssel. A hagyománytól eltérően az elsődleges körzetet elkerítő kerítésfal több helyen megtörik, maga a kultuszpiramis is önálló kerítésfalat kapott. A kis piramist saját oszlopcsarnokon keresztül lehetett megközelíteni.
A templom bejárati csarnokához egy 235 méter hosszú felvezető út csatlakozik. Ennek falazatát is végig domborművek díszítik, amelyek tematikája az elkövetkező 2,5 évezredben változatlan maradt. Mivel ez az első ismert példája, valószínűleg ez volt a minta is. A feljáró út másik végén a völgytemplom állt, amelyben egy oszlopcsarnok és egy T-alaprajzú oszlopos terem volt. Az épülethez közvetlenül is csatlakozik egy kikötődokk, de nyílt belőle még egy önálló oszlopcsarnok, amelynek szintén volt dokkja két hullámtörő között.